# Хуан дель Кастильо
Хуан (Иоанн) дель Кастильо (исп. Juan del Castillo; 14 сентября 1596, Бельмонте, Кастилия-Ла-Манча — 17 ноября 1628, Асунсьон) — испанский священник-иезуит, миссионер среди гуарани в Парагвае. Мученик, святой Римско-католической церкви.

## Биография
Родился 14 сентября 1596 года в Бельмонте, Толедо в Испании. Изучал юриспруденцию в Университете Алькалы, но избрал другой путь в жизни и поступил в новициат к иезуитам 21 марта 1614 года в Мадриде.
В ноябре 1616 года был отправлен с Альфонсо Родригесом Ольмедо в Южную Америку. Они прибыли в Буэнос-Айрес 15 февраля 1617 года, и дель Кастильо отправился в Кордову, чтобы продолжить учёбу. Рукоположен в сан священника в 1625 году и сразу же начал миссионерскую деятельность.
В Ижуи на землях, где создавались иезуитские миссии на землях индейцев гуарани, он присоединился к Роке Гонсалес-и-де-Санта-Крусу, который поставил его во главе этого поселения и отправился основывать новое. В Ижуи, который в настоящее время находится в муниципалитете Риу-Гранди-ду-Сул на западе Бразилии, Хуан помог христианизировать гуарани и научил молодёжь читать и писать.
Хуан дель Кастильо был убит 17 ноября 1628 года через два дня после того, как та же участь постигла его товарищей Роке Гонсалеса и Альфонсо Родригеса. Вождю Ньесу не понравилось, что они обращают его людей в христианство, и он приказал убить трёх монахов. Хуана убили в лесу, но его тело позже доставили в поселение и похоронили вместе с товарищами.

## Почитание
Беатифицирован 28 января 1934 года папой Пием XI. Де Кастильо (вместе с Гонсалесом и Родригесом) был канонизирован 16 мая 1988 года папой Иоанном Павлом II.
День памяти — 17 ноября.